# Géza Gulyás
Géza Gulyás (hongarès: Gulyás Géza)  (Budapest, 5 de juny de 1931 - Székesfehérvár, 14 d'agost de 2014) fou un futbolista hongarès de la dècada de 1950.
Jugava en la demarcació de porter. Amb la selecció hongaresa disputà el Mundial de 1954 però no arribà a debutar-hi. A nivell de club fou jugador de Ferencvárosi Torna Club.